# Kophobelemnon macrospinosum
Kophobelemnon macrospinosum är en korallart som beskrevs av Thomson 1927. Kophobelemnon macrospinosum ingår i släktet Kophobelemnon och familjen Kophobelemnidae. Inga underarter finns listade i Catalogue of Life.